# (10194) 1996 QN1
1996 كيو أن 1 (ويعرف أيضًا باسم (10194) 1996 كيو أن 1 وفق تسمية الكوكب الصغير) (بالإنجليزية: 1996 QN1)‏ هو كويكب ضمن حزام الكويكبات؛ وترتيبه 10194 من حيث الاكتشاف.
اكتُشف هذا الجُرم الفلكي بواسطة George R. Viscome ‏ في 18 أغسطس 1996.

## وصلات خارجية
- (10194) 1996 QN1 في قاعدة بيانات مختبر الدفع النفاث لأجرام النظام الشمسي الصغيرة

- الاكتشاف · مخطط المدار ·  العناصر المدارية · المعلمات المادية

- (10194) 1996 QN1 على موقع ويكي سكاي: DSS2, SDSS, GALEX, IRAS, Hydrogen α, X-Ray, Astrophoto, Sky Map, Articles and images